# Symplocos megalocarpa
Symplocos megalocarpa är en tvåhjärtbladig växtart som beskrevs av Fletcher. Symplocos megalocarpa ingår i släktet Symplocos och familjen Symplocaceae. Inga underarter finns listade i Catalogue of Life.